# Alter Kasten Göppingen
Der Alte Kasten Göppingen ist ein ehemaliger Adelssitz in Göppingen. Das Kulturdenkmal dient heute als Stadtarchiv.

## Geschichte
Das Stadtpalais wurde im 16. Jahrhundert für die Herren von Degenfeld errichtet. 1707 erfolgte der Umbau zur Kornschütte als Lagerhaus der Stiftsverwaltung Oberhofen und die Errichtung eines mehrstöckigen Fachwerkaufbaus. Im 19. Jahrhundert wurde das Gebäude als Frauenarbeits- bzw. Hauswirtschaftsschule genutzt. 2001/02 wurde das Gebäude grundlegend renoviert. Es beherbergt heute das Stadtarchiv, das Museum und Archiv des Schönhengster Heimatbundes sowie eine Heimatstube und Dokumentation der Geschichte der Banater Schwaben.

## Beschreibung
Das Herrenhaus ist heute ein einfacher rechteckiger dreistöckiger Bau mit steilerem Satteldach, das weitere drei Geschosse beherbergt. Die ersten zwei Stockwerke sind aus Sandstein errichtet mit nicht vollständiger symmetrischer Fensteranordnung. Die Ecken sind ab dem zweiten Geschoss leicht ausgreifend. Das dritte Geschoss ist der später aufgesetzte Fachwerkbau, der heute verputzt ist. Im Satteldach befindet sich auf beiden Seiten je eine fast durchgehendes Schleppgaube, dem auf der Ostseite noch 2 × 5 einzelne Schleppgauben symmetrisch aufgesetzt sind, auf der Westseite dagegen nur 5 Schleppgauben in einer (unregelmäßigen) Reihe. Außermittig im nördlichen Teil befinden sich auf beiden Seiten je ein großer Torbogendurchlass.